# Česká literární bibliografie
Česká literární bibliografie (ČLB) provozovaná při Ústavu pro českou literaturu Akademie věd ČR je jedinou velkou výzkumnou infrastrukturou pro studium české literatury a dalších společenských a humanitních oborů (filologie, filosofie, historie, uměnovědy, žurnalistika aj.). Jejím cílem je zpracování, průběžná redakce a aktualizace a online zpřístupňování unikátního souboru bibliografických a dalších znalostních databází, souvisle mapujících literární dění a literární vědu v českých zemích či cirkulaci české literatury v zahraničí od počátků národní obrození až do současnosti bez ohledu na jazyk, formát či médium.
Je pokračovatelem oborové literární bibliografie trvající nepřetržitě od roku 1947. K roku 2021 čítají databáze ČLB v souhrnu více než 2,2 mil. záznamů. V současnosti používá pro zpřístupnění informací knihovnické rozhraní VuFind v režimu Open Access.

## Bibliografické databáze
Česká literární bibliografie poskytuje devět základních databází pokrývající základní historické i tematické oblasti výzkumu české literatury:
- Retrospektivní bibliografie (1770–1945)
- Současná bibliografie (od roku 1945)
- České literární osobnosti
- Bibliografie českého literárního internetu
- Bibliografie českého literárního samizdatu
- Bibliografie českého literárního exilu (1948-1989)
- Databáze literárních cen
- Databáze literárních edic
- Databáze excerpovaných časopisů

## Historie
Kořeny České literární bibliografie sahají do roku 1947, kdy se vznikem Ústavu pro českou literaturu bylo založeno též bibliografické pracoviště. Rychlým rozvojem prošla bibliografie pod vedením Emanuela Macka, který v padesátých a šedesátých letech 20. století položil metodologické základy české bibliografické práce.
Již roku 1990 začala být literárněvědná bibliografie jako jedna z prvních v ČR zpracovávána prostřednictvím počítačové databáze. V masivní digitalizaci pokračovala ČLB i po roce 2000. Od roku 2004 byla bibliografie zpřístupněna online prostřednictvím internetu.
V letech 2014–2015 ČLB úspěšně prošla mezinárodním hodnocením a s platností od roku 2016 byla zařazena na tzv. Cestovní mapu výzkumných infrastruktur ČR pro výzkum, vývoj a inovace.